# Marie Adamczyk
Marie Adamczyk (* 20. April 1879 in Skotschau; † 19. Januar 1973 in Wien) war eine österreichische Krankenpflegerin.
Marie Adamczyk erlernte den Beruf der Krankenschwester am Rudolfinerhaus in Wien. Nach Abschluss ihrer Ausbildung wurde sie als Rotkreuzschwester nach Lemberg (Ukraine) versetzt und baute dort am Sanatorium des Roten Kreuzes eine Krankenpflegeschule auf. Während des Ersten Weltkrieges wurden dort verwundete und kranke deutsche und österreichische Offiziere versorgt. Ehe die Stadt 1914 von russischen Truppen eingeschlossen wurde, konnten die Verwundeten nicht abtransportiert werden; die Bahn hatte ihren Betrieb bereits eingestellt. Adamczyk organisierte einen Straßenbahntransport, mit dem sie den transportfähigen Soldaten zur Flucht verhalf. Die nicht verlegten Offiziere versteckte sie unter Gefährdung ihres eigenen Lebens während der russischen Besetzung oder täuschte bei ihnen schwere Erkrankungen vor, um sie vor der Kriegsgefangenschaft zu bewahren. Anderen Offizieren besorgte sie auf eigene Kosten Kleidung oder Decken. Nach der Befreiung Lembergs im Juni 1915 wurde sie am 9. September 1915 ins Rudolfinerhaus nach Wien zurückversetzt. Das Internationale Komitee vom Roten Kreuz zeichnete Adamzcyk, die in zeitgenössischen Berichten als Engel von Lemberg bezeichnet wurde, für ihren Einsatz mit der Florence-Nightingale-Medaille aus. Von 1930 bis zu ihrer Pensionierung 1936 arbeitete sie als Oberin bei Lorenz Böhler am Arbeiter-Unfallspital und verstarb am 19. Januar 1973.